# Baugaselsfjall
Baugaselsfjall är ett berg i republiken Island. Det ligger i regionen Norðurland eystra, 230 km nordost om huvudstaden Reykjavík. Toppen på Baugaselsfjall är 1 231 meter över havet.
Trakten runt Baugaselsfjall är nära nog obefolkad, med mindre än två invånare per kvadratkilometer. Det finns inga samhällen i närheten. Trakten runt Baugaselsfjall består i huvudsak av gräsmarker.